# 광도빛길수국축제
광도빛길수국축제

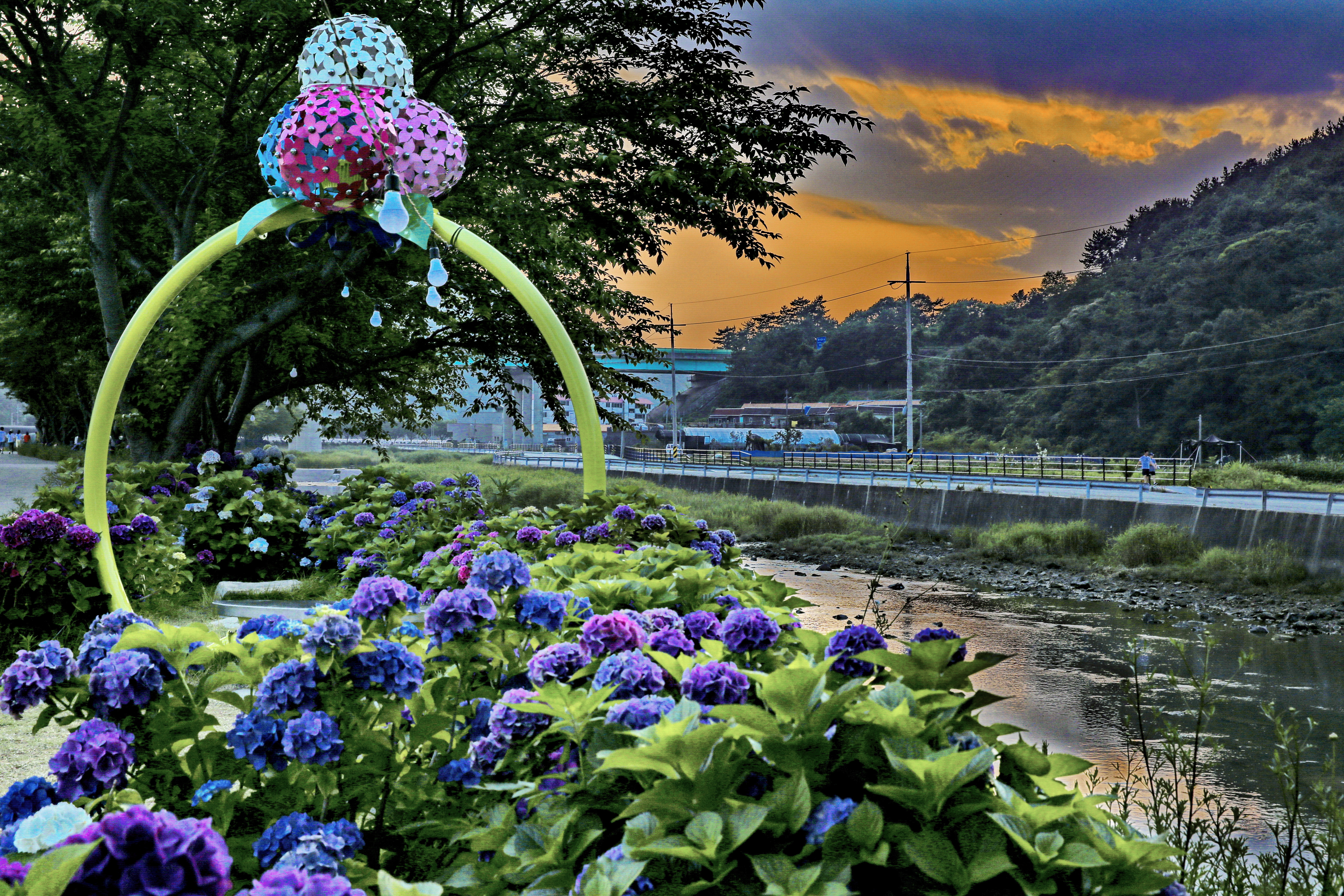
광도빛길수국축제 사진

ㆍ위치 : 경상남도 통영시 광도면 광도천 일원
ㆍ수국과 관련된 다양한 이벤트를 통해 광도천 수국꽃길을 홍보하고, 시민과 관광객이 함께 어울릴 수 있는 체험형 축제를 통해 볼거리 ·즐길거리를 제공하여 광도면 이미지 제고 및 지역 홍보
ㆍ통영시 광도면 광도천 일원에 심어진 수국은 EndIess Summer(끝없는여름)라는 종으로 약 2000주가 심어져 있으며, 광도면의 꽃(面花)이다.
한편, 광도천 일원이 위치한 노산마을은 임진왜란 당시 군사소식을 전하는 역참인 구허역(丘虛驛)이 있었던 곳으로서 왜군에 맞서 싸운 수군과 백성들의 피땀어린 승전보를 임금에게 보내던 출발지가 되어 우리 민족에게는 희망의 빛을 전한 길, 광도(光道)의 역사가 녹아있는 곳이기도 하다.